# Pablo Escobar
Pablo Emilio Escobar Gaviria (ur. 1 grudnia 1949 w Rionegro, zm. 2 grudnia 1993 w Medellín) – kolumbijski baron narkotykowy określany „królem kokainy”, który stał się jednym z najbogatszych ludzi na świecie dzięki przemytowi kokainy do USA i innych państw. Według rządów USA i Kolumbii, mediów i opinii publicznej, był jednym z najpotężniejszych, a jednocześnie najgroźniejszych, najbardziej bezwzględnych i brutalnych baronów narkotykowych w historii. Był jednym z najbogatszych kryminalistów w historii, z około 30 miliardami dolarów majątku, we wczesnych latach 90. XX wieku.

## Życiorys

### Początki
Podejrzewa się, że Pablo Escobar zaczynał karierę przestępczą jako nastoletni złodziej samochodów w Medellín w Kolumbii. W młodości m.in. zajmował się odnawianiem oraz sprzedażą starych nagrobków. Następnie zaczął handlować kokainą i przez całe lata 70. budował potęgę swojej grupy.
W latach 80. Escobar stał się znany na świecie, a jego gang kartel z Medellín, kontrolował ponoć większość narkotyków przemycanych do Meksyku, Portoryko oraz Dominikany. Pomimo sławy nie miał problemów z załatwieniem sobie fałszywych dokumentów, dzięki którym podróżował do USA. Słynne stało się jego zdjęcie zrobione przed Białym Domem. Grupa Escobara docierała do wielu innych krajów, głównie w Ameryce Północnej i Południowej. 
Escobar przekupywał na wielką skalę urzędników rządowych, sędziów, polityków, a każdego, kogo uważał za potencjalne zagrożenie, kazał zabijać. W wyniku rezygnacji Jairo Ortegi Ramíreza z funkcji deputowanego, Escobar został członkiem kolumbijskiego parlamentu. W silnie skorumpowanym kraju jego taktyka, nazywana przez niego plata o plomo (srebro albo ołów – co oznacza "łapówka albo ołowiana kula"), była niesamowicie skuteczna. Uważa się, że był odpowiedzialny za zabójstwo trzech kandydatów na prezydenta biorących udział w jednych wyborach, jak również ataki bombowe na Lot Avianca 203. Jego brat, Roberto Escobar, nie zgadza się z tym. Niektórzy analitycy uważają również, że stał za atakiem uzbrojonej grupy lewicowych partyzantów na kolumbijski sąd najwyższy w 1985 roku, zakończonej morderstwem połowy sędziów. Kartel prowadził również walkę na śmierć i życie ze swoim głównym rywalem, kartelem z Cali.

### Szczyt sukcesu i sławy
W szczycie kariery przestępczej, Escobar znalazł się na siódmym miejscu listy najbogatszych ludzi na świecie magazynu Forbes, a jego gang kontrolował 80% światowego rynku kokainy. Kartel posiadał całą flotę własnych samolotów, łodzi i pojazdów, jak również kontrolował ogromne obszary ziemskie dzięki zyskom z przemytu. Uważa się, że w najlepszych latach kartel zarabiał nawet 28 miliardów dolarów rocznie.
Choć Escobar był wrogiem dla rządów Kolumbii i USA, był bardzo popularny w rodzinnym Medellín. Dbał o swoje dobre imię, sponsorując stadiony piłkarskie i kluby piłkarskie dla młodzieży. Starał się stworzyć swój wizerunek jako współczesnego Robin Hooda i często rozdawał pieniądze biednym. W rewanżu miejscowa ludność często pomagała Escobarowi ukrywać się przed policją.

### Ukrywanie się iLos Pepes
W 1991 roku Escobar ogłosił koniec krwawej działalności terrorystycznej i oddał się w ręce rządu kolumbijskiego, aby uniknąć ekstradycji do USA albo zabójstwa z rąk konkurencyjnego kartelu. Pozwolono mu jednak przebywać we własnym więzieniu, luksusowej rezydencji La Catedral. Media i opinia publiczna donosiła, że zupełnie nie przestrzegał jakiegokolwiek reżimu więziennego, a niepotwierdzone plotki mówiły, że widziano go na zakupach, na meczach piłki nożnej i na zabawach. Po tym jak gazety opublikowały zdjęcia rezydencji, twierdząc jednocześnie, że zabił kilku swoich współpracowników podczas „odsiadki” w La Catedral, rząd zdecydował się przenieść go do innego miejsca odosobnienia, jednak Escobar ubiegł ich, uciekając 22 lipca 1992 w obawie m.in. przed ekstradycją do USA.
W 1992 roku amerykańskie Delta Force oraz Navy SEALs dołączyły do pościgu za zbiegiem. Przeszkolili i doradzali specjalnej jednostce policji kolumbijskiej, znanej jako Search Bloc, stworzonej specjalnie do schwytania Escobara. Jednocześnie grupa ofiar kartelu w porozumieniu z bossami narkotykowymi konkurujących karteli, stworzyła mającą na celu zemstę nielegalną organizację Los Pepes. Zamordowała ona 300 współpracowników i członków rodziny Escobara.
Niektórzy twierdzą, że Search Bloc i Los Pepes współpracowały bardzo blisko, dzieląc się danymi wywiadowczymi. Pozwalałoby to Los Pepes zabijać osoby popierające Escobara, a więc jednocześnie ograniczając jego możliwość manewru, co z kolei ułatwiało zadanie Search Bloc. Jak twierdzi Diego „Don Berna” Murillo, jeden z byłych przywódców Los Pepes, a obecnie jeden z dowódców paramilitares AUC, następowała regularna wymiana informacji z agentami kolumbijskimi i amerykańskimi. Istnieją też doniesienia, że niektórzy członkowie Search Bloc brali bezpośredni udział w masakrach urządzanych przez Los Pepes.

### Śmierć

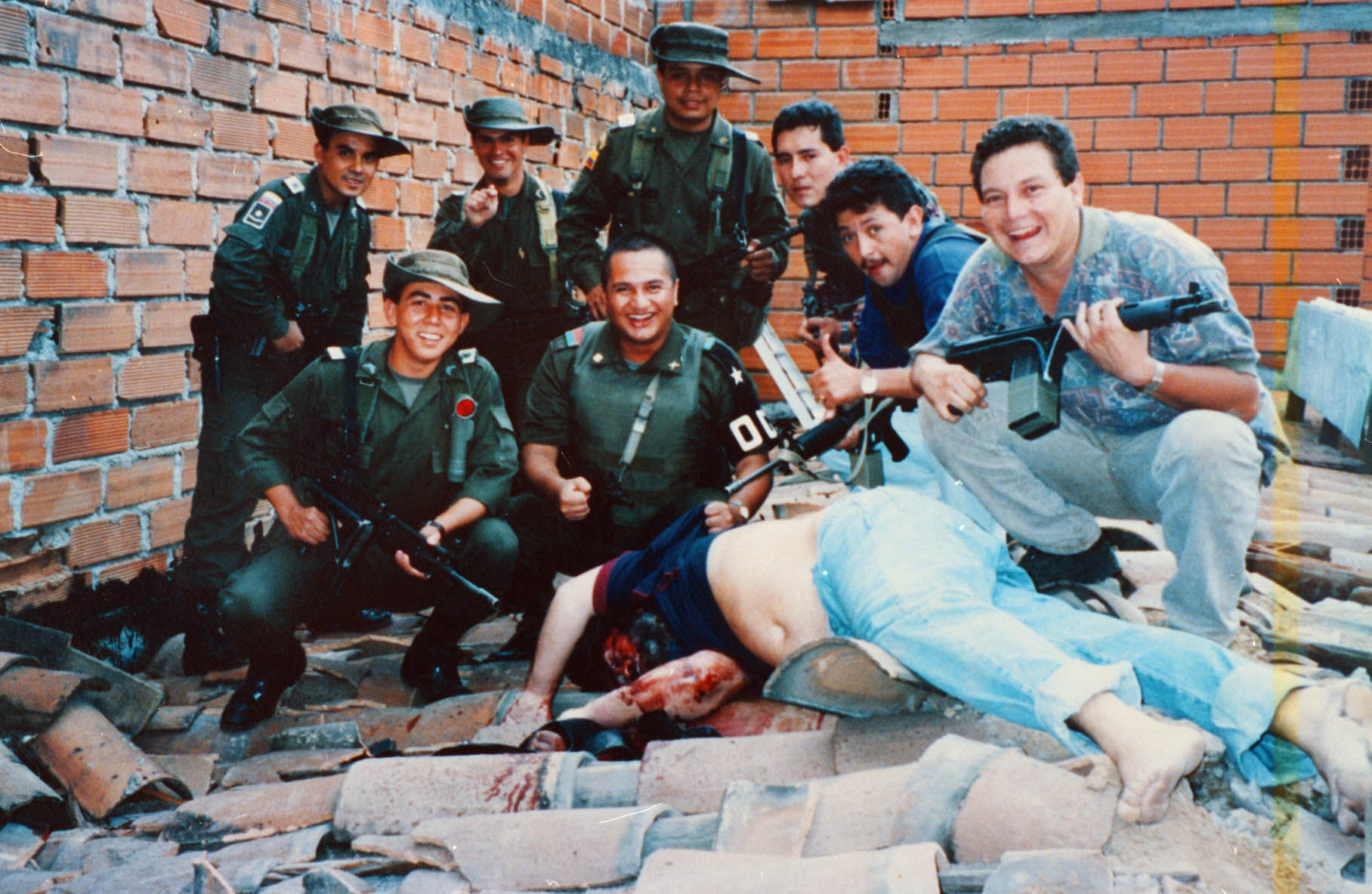
Członkowie Search Bloc pozujący do zdjęcia nad ciałem Pablo Escobara.

Poszukiwania Escobara zakończyły się 2 grudnia 1993. Dzięki dostarczonym przez USA urządzeniom wykorzystującym technikę triangulacji radiowej, grupa kolumbijskiej policji namierzyła jego kryjówkę w jednej z dzielnic Medellín. Istnieją różne spekulacje na temat jego śmierci. Jedna z nich mówi, że podczas strzelaniny w czasie  szturmu, do akcji wkroczyli snajperzy z Delta Force (wydz. ds. narkotyków USA nie potwierdza jednak tej informacji). Kolejna z nich mówi o tym, że zginął w wyniku kanonady i serii strzałów – taką też wersję potwierdza kolumbijska policja. Najbardziej popularna wersja głosi, że podczas szturmu popełnił samobójstwo, strzelając sobie w głowę. Rodzina Escobara uważa, iż tylko ten przypadek należy brać pod uwagę. Wielokrotnie słyszano od niego, że strzał w ucho będzie jedyną drogą ucieczki w obawie przed więzieniem i ekstradycją.
Po śmierci Escobara, jego kartel rozpadł się na mniejsze organizacje i został wkrótce zdominowany przez konkurencyjny kartel z Cali.

## W kulturze
- W 2001 powstał film pt. Blow o jednym ze współpracowników Pabla Escobara, George’u Jungu.
- W tym samym roku Mark Bowden opublikował książkę Killing Pablo: The Hunt for the World’s Greatest Outlaw, wydaną w jęz. pol. w 2016 jako Polowanie na Escobara. Historia najsłynniejszego barona narkotykowego.
- W 2010 została wydana książka pt. Księgowy Mafii, gdzie Roberto Escobar (brat Pabla) opisuje życie Pabla oraz rozwój i upadek kartelu z Medellín.
- W 2012 powstał serial na podstawie powieści La parábola de Pablo Alonso Salazara Pablo Escobar: El Patrón del Mal opisujący (częściowo fikcyjnie) życie Pablo Escobara.
- W 2014 został nakręcony film pt. Escobar: Paradise Lost z Benicio del Toro w roli tytułowej
- W 2015 serwis Netflix wyprodukował serial Narcos, którego dwa pierwsze sezony opisują życie i przestępczą działalność Pabla Escobara. Pojawia się także w Narcos: Meksyk.
- W 2017 wyszła w jęz. pol. książka kolumbijskiej dziennikarki Virginii Vallejo Kochając Pabla, nienawidząc Escobara o jej 5-letnim romansie z Escobarem, ale także odsłaniającej kulisy międzynarodowego handlu narkotykami i politycznej korupcji w Kolumbii (oryg. w jęz. hiszp. wydany w 2007). Na podstawie książki w 2017 powstał film Loving Pablo z Penélope Cruz w roli Virginii.